# Campeonato Sul-Americano de Atletismo Sub-23 de 2022 - Resultados
Esses foram os resultados do Campeonato Sul-Americano de Atletismo Sub-23 de 2022, que ocorreram nos dias 29 de setembro a 2 de outubro de 2022, no CNTA, em Cascavel, no Brasil. Contou com a presença de 259 atletas de 11 nacionalidades distribuídos em 45 provas.

## Resultado masculino

### 100 metros
Bateria – 29 de setembro
Vento:
Bateria  1: +2.4 m/s, Bateria 2: +2.4 m/s
| Posição | Bateria | Atleta             | Nacionalidade | Tempo | Notas |
| ------- | ------- | ------------------ | ------------- | ----- | ----- |
| 1       | 1       | Franco Florio      | Argentina     | 10.20 | Q     |
| 2       | 1       | Erik Cardoso       | Brasil        | 10.28 | Q     |
| 3       | 2       | Lucas da Silva     | Brasil        | 10.40 | Q     |
| 4       | 2       | Ronal Longa        | Colômbia      | 10.44 | Q     |
| 5       | 1       | Carlos Flórez      | Colômbia      | 10.48 | Q     |
| 6       | 1       | Juan Pedro Álvarez | Uruguai       | 10.57 | q     |
| 7       | 1       | Luis Angulo        | Peru          | 10.60 | q     |
| 8       | 1       | Katriel Angulo     | Equador       | 10.64 |       |
| 9       | 2       | Anderson Marquinez | Equador       | 10.65 | Q     |
| 10      | 1       | Gustavo Mongelos   | Paraguai      | 10.66 |       |
| 11      | 2       | Aron Earl          | Peru          | 10.68 |       |
| 12      | 2       | Adrian Nicolari    | Uruguai       | 10.69 |       |
| 13      | 2       | Mateo Vargas       | Paraguai      | 10.69 |       |
| 14      | 2       | Alejo Pafundi      | Argentina     | 10.74 |       |
| 15      | 2       | Julian Vargas      | Bolívia       | 11.08 |       |

Final – 29 de setembro
Vento: +0.5 m/s
| Posição           | Raia | Atleta             | Nacionalidade | Tempo | Notas            |
| ----------------- | ---- | ------------------ | ------------- | ----- | ---------------- |
| Medalha de ouro   | 3    | Erik Cardoso       | Brasil        | 10.08 | ,                |
| Medalha de prata  | 5    | Franco Florio      | Argentina     | 10.11 | Recorde nacional |
| Medalha de bronze | 4    | Ronal Longa        | Colômbia      | 10.30 |                  |
| 4                 | 6    | Lucas da Silva     | Brasil        | 10.31 |                  |
| 5                 | 7    | Carlos Flórez      | Colômbia      | 10.52 |                  |
| 6                 | 1    | Luis Angulo        | Peru          | 10.56 |                  |
| 7                 | 2    | Juan Pedro Álvarez | Uruguai       | 10.60 |                  |
| 8                 | 8    | Anderson Marquinez | Equador       | 10.69 |                  |

### 200 metros
Bateria – 30 de setembro
Vento:
Bateria 1: +2.7 m/s,Bateria 2: +1.2 m/s
| Posição | Bateria | Atleta                 | Nacionalidade | Tempo | Notas |
| ------- | ------- | ---------------------- | ------------- | ----- | ----- |
| 1       | 1       | Renan Gallina          | Brasil        | 20.16 | Q     |
| 2       | 2       | Lucas da Silva         | Brasil        | 20.49 | Q,    |
| 3       | 1       | Anderson Marquinez     | Equador       | 21.00 | Q     |
| 4       | 2       | Juan Ignacio Ciampitti | Argentina     | 21.01 | Q     |
| 5       | 1       | Óscar Baltán           | Colômbia      | 21.14 | Q     |
| 6       | 2       | Steeven Salas          | Equador       | 21.15 | Q     |
| 7       | 1       | Juan Pedro Álvarez     | Uruguai       | 21.30 | q     |
| 7       | 2       | Neiker Abello          | Colômbia      | 21.30 | q     |
| 9       | 1       | Agustín Pinti          | Argentina     | 21.42 |       |
| 10      | 1       | Mateo Vargas           | Paraguai      | 21.80 |       |
| 11      | 1       | Julian Vargas          | Bolívia       | 22.17 |       |
| 12      | 2       | Adrian Nicolari        | Uruguai       | 22.68 |       |
| 99      | 2       | César Almirón          | Paraguai      | DNF   |       |

Final – 30 de setembro
Vento: +1.1 m/s
| Posição           | Raia | Atleta                 | Nacionalidade | Tempo | Notas                 |
| ----------------- | ---- | ---------------------- | ------------- | ----- | --------------------- |
| Medalha de ouro   | 3    | Renan Gallina          | Brasil        | 20.15 | Recorde do campeonato |
| Medalha de prata  | 5    | Lucas da Silva         | Brasil        | 20.42 |                       |
| Medalha de bronze | 4    | Anderson Marquinez     | Equador       | 20.88 |                       |
| 4                 | 6    | Juan Ignacio Ciampitti | Argentina     | 20.91 |                       |
| 5                 | 7    | Óscar Baltán           | Colômbia      | 21.08 |                       |
| 6                 | 8    | Steeven Salas          | Equador       | 21.31 |                       |
| 7                 | 2    | Juan Pedro Álvarez     | Uruguai       | 21.39 |                       |
| 8                 | 1    | Neiker Abello          | Colômbia      | 21.72 |                       |

### 400 metros
Bateria – 30 de setembro
| Posição | Bateria | Atleta           | Nacionalidade | Tempo | Notas   |
| ------- | ------- | ---------------- | ------------- | ----- | ------- |
| 1       | 1       | Matias Falchetti | Argentina     | 47.81 | Q       |
| 2       | 1       | Alan Minda       | Equador       | 48.00 | Q       |
| 3       | 2       | Elián Larregina  | Argentina     | 48.69 | Q       |
| 4       | 2       | Lenin Sánchez    | Equador       | 48.74 | Q       |
| 5       | 1       | Douglas da Silva | Brasil        | 48.92 | Q       |
| 6       | 2       | Lucas Vilar      | Brasil        | 49.24 | Q       |
| 7       | 2       | Marcos González  | Paraguai      | 49.91 | q       |
| 8       | 1       | Jhumiler Sánchez | Paraguai      | 50.01 | q       |
| 9       | 1       | Allan Cortesia   | Venezuela     | DSQ   | R17.3.2 |

Final – 30 de setembro
| Posição           | Raia | Atleta           | Nacionalidade | Tempo | Notas |
| ----------------- | ---- | ---------------- | ------------- | ----- | ----- |
| Medalha de ouro   | 4    | Elián Larregina  | Argentina     | 45.53 |       |
| Medalha de prata  | 7    | Douglas da Silva | Brasil        | 46.59 |       |
| Medalha de bronze | 8    | Lucas Vilar      | Brasil        | 46.77 |       |
| 4                 | 6    | Matias Falchetti | Argentina     | 47.03 |       |
| 5                 | 5    | Lenin Sánchez    | Equador       | 47.68 |       |
| 6                 | 3    | Alan Minda       | Equador       | 48.00 |       |
| 7                 | 2    | Marcos González  | Paraguai      | 48.83 |       |
| 8                 | 1    | Jhumiler Sánchez | Paraguai      | 49.19 |       |

### 800 metros
29 de setembro
| Posição           | Atleta             | Nacionalidade | Tempo   | Notas |
| ----------------- | ------------------ | ------------- | ------- | ----- |
| Medalha de ouro   | Eduardo Moreira    | Brasil        | 1:48.15 |       |
| Medalha de prata  | Leonardo de Jesus  | Brasil        | 1:48.71 |       |
| Medalha de bronze | Marco Vilca        | Peru          | 1:49.69 |       |
| 4                 | Pedro Emmert       | Argentina     | 1:50.13 |       |
| 5                 | Fernando Arévalo   | Chile         | 1:52.86 |       |
| 6                 | Daniel Taramuel    | Equador       | 1:53.30 |       |
| 7                 | José Chourio       | Venezuela     | 1:54.79 |       |
| 8                 | Omar Sotomayor     | Bolívia       | 1:55.43 |       |
| 9                 | Ramiro Ulunque     | Bolívia       | 1:56.51 |       |
| 10                | José Ramón Cabrera | Paraguai      | 1:57.96 |       |
| 11                | Paul Wood          | Paraguai      | 1:58.78 |       |
| 99                | Sebastián López    | Venezuela     | DNF     |       |

### 1.500 metros
1 de outubro
| Posição           | Atleta            | Nacionalidade | Tempo   | Notas |
| ----------------- | ----------------- | ------------- | ------- | ----- |
| Medalha de ouro   | Sebastián López   | Venezuela     | 3:44.56 |       |
| Medalha de prata  | Joaquin Campos    | Chile         | 3:45.80 |       |
| Medalha de bronze | Jânio Varjão      | Brasil        | 3:46.57 |       |
| 4                 | Leandro Pérez     | Argentina     | 3:46.60 |       |
| 5                 | Eduardo Moreira   | Brasil        | 3:47.38 |       |
| 6                 | Lucas Jiménez     | Equador       | 3:50.80 |       |
| 7                 | Daniel Taramuel   | Equador       | 3:51.51 |       |
| 8                 | Gabriel Guzman    | Venezuela     | 3:52.83 |       |
| 9                 | Ericky dos Santos | Paraguai      | 3:55.12 |       |
| 10                | Brayan Jara       | Chile         | 4:00.22 |       |

### 5.000 metros
29 de setembro
| Posição           | Atleta           | Nacionalidade | Tempo    | Notas |
| ----------------- | ---------------- | ------------- | -------- | ----- |
| Medalha de ouro   | David Ninavia    | Bolívia       | 14:39.91 |       |
| Medalha de prata  | Valentín Soca    | Uruguai       | 14:41.06 |       |
| Medalha de bronze | Julio Palomino   | Peru          | 14:42.83 |       |
| 4                 | Frank Lujan      | Peru          | 14:53.71 |       |
| 5                 | Lucas Jiménez    | Equador       | 15:01.17 |       |
| 6                 | Gabriel Guzman   | Venezuela     | 15:02.09 |       |
| 7                 | Peterson Ribeiro | Brasil        | 15:09.18 |       |
| 8                 | Dennis Fernández | Chile         | 15:56.33 |       |
| 9                 | Marcos Ramírez   | Paraguai      | 16:45.58 |       |
| 99                | Vinícius Alves   | Brasil        | DNF      |       |

### 10.000 metros
1 de outubro
| Posição           | Atleta           | Nacionalidade | Tempo    | Notas |
| ----------------- | ---------------- | ------------- | -------- | ----- |
| Medalha de ouro   | David Ninavia    | Bolívia       | 30:05.08 |       |
| Medalha de prata  | Frank Lujan      | Peru          | 30:34.54 |       |
| Medalha de bronze | Valentín Soca    | Uruguai       | 30:44.32 |       |
| 4                 | Julio Chacón     | Peru          | 30:49.53 |       |
| 5                 | Peterson Ribeiro | Brasil        | 30:57.49 |       |
| 6                 | Vitor da Silva   | Brasil        | 32:46.18 |       |
| 7                 | Rodrigo Roberts  | Argentina     | 33:09.10 |       |

### 110 metros barreiras
1 de outubro
Vento: +0.8 m/s
| Posição           | Raia | Atleta           | Nacionalidade | Tempo | Notas           |
| ----------------- | ---- | ---------------- | ------------- | ----- | --------------- |
| Medalha de ouro   | 3    | Adrian Vieira    | Brasil        | 13.74 | Recorde pessoal |
| Medalha de prata  | 6    | Martin Saenz     | Chile         | 13.91 |                 |
| Medalha de bronze | 5    | Fabricio Pereira | Brasil        | 13.93 |                 |
| 4                 | 7    | Julian Berca     | Argentina     | 14.46 |                 |
| 5                 | 4    | Paolo Crose      | Peru          | 14.65 |                 |

### 400 metros barreiras
29 de setembro
| Posição           | Raia | Atleta           | Nacionalidade | Tempo | Notas |
| ----------------- | ---- | ---------------- | ------------- | ----- | ----- |
| Medalha de ouro   | 3    | Bruno de Genaro  | Argentina     | 50.55 |       |
| Medalha de prata  | 4    | Matheus da Silva | Brasil        | 50.87 |       |
| Medalha de bronze | 1    | Egbert Espinoza  | Venezuela     | 51.68 |       |
| 4                 | 6    | Caio Silva       | Brasil        | 51.96 |       |
| 5                 | 5    | César Parra      | Venezuela     | 53.53 |       |
| 6                 | 7    | Luis Elespuru    | Peru          | 54.85 |       |
| 7                 | 8    | Mathias Paredes  | Paraguai      | 56.03 |       |
| 8                 | 2    | Osvaldo Mendez   | Paraguai      | 57.35 |       |

### 3.000 metros com obstáculos
29 de setembro
| Posição           | Atleta           | Nacionalidade | Tempo   | Notas |
| ----------------- | ---------------- | ------------- | ------- | ----- |
| Medalha de ouro   | Julio Palomino   | Peru          | 9:18.90 |       |
| Medalha de prata  | Matheus Borges   | Brasil        | 9:29.01 |       |
| Medalha de bronze | Natan Nepomuceno | Brasil        | 9:37.00 |       |
| 4                 | Brian Codoceo    | Chile         | 9:49.18 |       |
| 5                 | Linkoyan Ancapi  | Chile         | 9:53.01 |       |

### Revezamento 4x100 m
30 de setembro
| Posição           | Raia | Nacionalidade | Atletas                                                                | Tempo | Notas |
| ----------------- | ---- | ------------- | ---------------------------------------------------------------------- | ----- | ----- |
| Medalha de ouro   | 6    | Colômbia      | Neiker Abello, Carlos Flórez, Óscar Baltán, Ronal Longa                | 39.59 | NU23R |
| Medalha de prata  | 8    | Brasil        | Lucas Antunes, Renan Gallina, Lucas da Silva, Erik Cardoso             | 39.61 |       |
| Medalha de bronze | 5    | Argentina     | Alejo Pafundi, Matias Falchetti, Juan Ignacio Ciampitti, Franco Florio | 39.99 |       |
| 4                 | 4    | Equador       | Alan Minda, Steeven Salas, Katriel Angulo, Anderson Marquinez          | 40.53 |       |
| 5                 | 3    | Paraguai      | Gustavo Mongelos, Mateo Vargas, Anhuar Duarte, César Almirón           | 40.69 |       |
| 6                 | 7    | Peru          | Rodrigo Cornejo, Ismael Arevalo, Luis Angulo, Aron Earl                | 40.73 |       |

### Revezamento 4x400 m
1 de outubro
| Posição           | Raia | Nacionalidade | Atletas                                                          | Tempo   | Notas |
| ----------------- | ---- | ------------- | ---------------------------------------------------------------- | ------- | ----- |
| Medalha de ouro   | 8    | Argentina     | Pedro Emmert, Bruno de Genaro, Matias Falchetti, Elián Larregina | 3:04.39 | ,     |
| Medalha de prata  | 3    | Brasil        | Elias dos Santos, Lucas Vilar, Douglas da Silva, Marcos Morães   | 3:05.44 |       |
| Medalha de bronze | 6    | Equador       | Lenin Sánchez, Alan Minda, Anderson Marquinez, Steeven Salas     | 3:09.51 |       |
| 4                 | 5    | Venezuela     | César Parra, Sebastián López, José Chourio, Egbert Espinoza      | 3:15.69 |       |
| 5                 | 7    | Paraguai      | Jhumiler Sánchez, Paul Wood, Albaro Ramírez, Marcos González     | 3:17.31 |       |
| 6                 | 4    | Peru          | Luis Elespuru, Marco Vilca, Ismael Arevalo, Rodrigo Cornejo      | 3:18.74 |       |

### 20 km marcha atlética
30 de setembro
| Posição           | Atleta             | Nacionalidade | Tempo   | Notas |
| ----------------- | ------------------ | ------------- | ------- | ----- |
| Medalha de ouro   | Paulo Ribeiro      | Brasil        | 1:29:53 |       |
| Medalha de prata  | Sebastián Giuliani | Argentina     | 1:37:11 |       |
| Medalha de bronze | Heron Miranda      | Brasil        | 1:45:38 |       |
| 9                 | Óscar Patín        | Equador       | DSQ     |       |

### Salto em altura
29 de setembro
| Posição           | Atleta             | Nacionalidade | 1.80 | 1.85 | 1.90 | 1.93 | 1.96 | 1.99 | 2.01 | 2.03 | 2.05 | 2.07 | 2.09 | 2.13 | 2.15 | 2.17 | Resultado | Notas |
| ----------------- | ------------------ | ------------- | ---- | ---- | ---- | ---- | ---- | ---- | ---- | ---- | ---- | ---- | ---- | ---- | ---- | ---- | --------- | ----- |
| Medalha de ouro   | Elton Petronilho   | Brasil        | –    | –    | –    | –    | –    | xo   | –    | –    | o    | o    | xo   | o    | xxo  | xxx  | 2.15      |       |
| Medalha de prata  | Pedro Alamos       | Chile         | –    | –    | –    | –    | –    | –    | –    | –    | xo   | –    | o    | xxo  | xxo  | xxx  | 2.15      |       |
| Medalha de bronze | Nicolas Numair     | Chile         | –    | –    | –    | –    | –    | o    | –    | –    | o    | –    | xo   | o    | xxx  |      | 2.13      |       |
| 4                 | Jimmy Lopes        | Brasil        | –    | –    | –    | –    | –    | xxo  | –    | o    | o    | o    | xxx  |      |      |      | 2.07      |       |
| 5                 | Sebastián Daners   | Uruguai       | –    | o    | –    | o    | –    | xo   | o    | xxx  |      |      |      |      |      |      | 2.01      |       |
| 6                 | Santiago Zezular   | Argentina     | –    | o    | xo   | –    | o    | o    | –    | xxx  |      |      |      |      |      |      | 1.99      |       |
| 7                 | José André Camacho | Bolívia       | o    | o    | xxo  | xo   | xxo  | xxx  |      |      |      |      |      |      |      |      | 1.96      |       |
| 8                 | Sebastián Moringo  | Paraguai      | o    | xo   | xxx  |      |      |      |      |      |      |      |      |      |      |      | 1.85      |       |
| 99                | André Bergen       | Paraguai      | xxx  |      |      |      |      |      |      |      |      |      |      |      |      |      | NM        |       |

### Salto com vara
29 de setembro
| Posição           | Atleta           | Nacionalidade | 4.20 | 4.40 | 4.50 | 4.60 | 4.65 | 4.70 | 4.75 | 4.80 | 4.85 | 4.90 | 5.00 | 5.10 | 5.30 | Resultado | Notas |
| ----------------- | ---------------- | ------------- | ---- | ---- | ---- | ---- | ---- | ---- | ---- | ---- | ---- | ---- | ---- | ---- | ---- | --------- | ----- |
| Medalha de ouro   | Dyander Pacho    | Equador       | –    | –    | –    | –    | –    | o    | –    | o    | –    | o    | o    | o    | xxx  | 5.10      |       |
| Medalha de prata  | Guillermo Correa | Chile         | –    | –    | –    | xxo  | –    | –    | –    | xx–  | –    | o    | o    | xxx  |      | 5.00      |       |
| Medalha de bronze | Andreas Kreiss   | Brasil        | o    | o    | xxo  | xxo  | o    | x–   | o    | o    | xxx  |      |      |      |      | 4.80      |       |
| 4                 | Aurelio Leite    | Brasil        | –    | o    | xxo  | o    | xo   | o    | o    | xx–  | x    |      |      |      |      | 4.75      |       |
| 9                 | Austin Ramos     | Equador       | –    | –    | –    | xxx  |      |      |      |      |      |      |      |      |      | NM        |       |

### Salto em comprimento
30 de setembro
| Posição           | Atleta               | Nacionalidade | #1    | #2    | #3    | #4    | #5    | #6    | Resultado | Notas |
| ----------------- | -------------------- | ------------- | ----- | ----- | ----- | ----- | ----- | ----- | --------- | ----- |
| Medalha de ouro   | Jhon Berrío          | Colômbia      | 7.70w | 7.43  | 7.39  | 7.16  | 7.07  | –     | 7.70w     |       |
| Medalha de prata  | Gabriel Luiz Boza    | Brasil        | 7.51  | 7.57  | x     | 7.60w | x     | 7.57w | 7.60w     |       |
| Medalha de bronze | Matias González      | Chile         | 7.11w | 7.02w | 7.36  | 7.16w | 7.47w | 7.32w | 7.47w     |       |
| 4                 | Victor Gabriel Ramos | Brasil        | 7.08w | 7.07  | 7.31w | 7.25  | 7.34w | 6.93w | 7.34w     |       |
| 5                 | Adrian Alvarado      | Panamá        | 6.97  | 7.16w | 7.09w | 7.10  | 7.24  | 7.07w | 7.24      |       |
| 6                 | Ezequiel Bustamante  | Argentina     | x     | x     | 7.14  | 6.84w | x     | 6.73w | 7.14      |       |
| 7                 | Bruno Yoset          | Uruguai       | 6.97w | 5.25  | 6.99w | 7.02w | 6.94  | x     | 7.02w     |       |
| 8                 | Marcos Ponce         | Equador       | x     | x     | 6.83  | x     | 4.33  | x     | 6.83      |       |
| 9                 | Lars Flaming         | Paraguai      | 5.54w | 5.22  | 5.33  |       |       |       | 5.54w     |       |

### Salto triplo
1 de outubro
| Posição           | Atleta           | Nacionalidade | #1    | #2    | #3    | #4    | #5    | #6    | Resultado | Notas |
| ----------------- | ---------------- | ------------- | ----- | ----- | ----- | ----- | ----- | ----- | --------- | ----- |
| Medalha de ouro   | Elton Petronilho | Brasil        | 16.09 | 16.37 | x     | x     | 16.12 | x     | 16.37     |       |
| Medalha de prata  | Geiner Moreno    | Colômbia      | 16.02 | 16.37 | x     | x     | x     | 15.89 | 16.37     |       |
| Medalha de bronze | Felipe da Silva  | Brasil        | 16.07 | 16.16 | x     | x     | x     | x     | 16.16     |       |
| 4                 | Luis Reyes       | Chile         | 15.69 | 15.95 | x     | x     | x     | 16.15 | 16.15     |       |
| 5                 | Frixon Chila     | Equador       | 15.04 | x     | 15.88 | x     | 15.79 | x     | 15.88     |       |
| 6                 | Zeudin Carvajal  | Venezuela     | x     | 14.59 | 14.49 | 14.47 | 14.39 | 14.68 | 14.68     |       |

### Arremesso de peso
30 de setembro
| Posição           | Atleta                | Nacionalidade | #1    | #2    | #3    | #4    | #5    | #6    | Resultado | Notas |
| ----------------- | --------------------- | ------------- | ----- | ----- | ----- | ----- | ----- | ----- | --------- | ----- |
| Medalha de ouro   | Nazareno Sasia        | Argentina     | 19.33 | 19.29 | x     | 19.58 | 19.20 | 19.76 | 19.76     |       |
| Medalha de prata  | Marcelo Lopes         | Brasil        | 17.23 | 17.41 | 16.86 | 17.42 | 17.44 | x     | 17.44     |       |
| Medalha de bronze | Juan Manuel Arrieguez | Argentina     | 16.49 | 16.90 | x     | 16.65 | 17.14 | 17.21 | 17.21     |       |
| 4                 | Arthur de Sousa       | Brasil        | 16.53 | 16.50 | x     | 16.51 | x     | x     | 16.53     |       |

### Lançamento de disco
30 de setembro
| Posição           | Atleta               | Nacionalidade | #1    | #2    | #3    | #4    | #5    | #6    | Resultado | Notas |
| ----------------- | -------------------- | ------------- | ----- | ----- | ----- | ----- | ----- | ----- | --------- | ----- |
| Medalha de ouro   | Nazareno Sasia       | Argentina     | 54.47 | x     | 54.16 | 56.25 | 51.19 | 57.26 | 57.26     |       |
| Medalha de prata  | Luis Fabio Rodrigues | Brasil        | x     | 45.51 | 50.47 | x     | 50.10 | 50.77 | 50.77     |       |
| Medalha de bronze | Mateus Torres        | Brasil        | 46.94 | 49.25 | 46.82 | 45.52 | 47.02 | 45.86 | 49.25     |       |
| 4                 | Lars Flaming         | Paraguai      | 35.31 | 37.38 | x     | x     | 38.78 | x     | 38.78     |       |

### Lançamento de martelo
29 de setembro
| Posição           | Atleta               | Nacionalidade | #1    | #2    | #3    | #4    | #5    | #6    | Resultado | Notas |
| ----------------- | -------------------- | ------------- | ----- | ----- | ----- | ----- | ----- | ----- | --------- | ----- |
| Medalha de ouro   | Daniel Leal          | Chile         | 62.14 | 64.46 | x     | 61.78 | 61.61 | 62.24 | 64.46     |       |
| Medalha de prata  | Sebastián Tommasi    | Argentina     | 58.72 | 62.00 | 60.10 | x     | x     | x     | 62.00     |       |
| Medalha de bronze | Tomás Olivera        | Argentina     | 56.72 | x     | 61.75 | x     | x     | 59.13 | 61.75     |       |
| 4                 | Jean Carlos Ortíz    | Colômbia      | 58.54 | 59.55 | x     | 55.61 | 58.29 | 59.73 | 59.73     |       |
| 5                 | João Carlos de Souza | Brasil        | 52.33 | 57.26 | 54.79 | 54.21 | 53.63 | x     | 57.26     |       |
| 6                 | Bryan de Barrios     | Brasil        | x     | 53.13 | 56.24 | x     | x     | x     | 56.24     |       |
| 7                 | Emerson Rujel        | Peru          | x     | x     | 56.00 | 55.58 | 55.60 | x     | 56.00     |       |
| 8                 | Christopher Ambato   | Equador       | 52.64 | 50.67 | 54.16 | 54.08 | x     | x     | 54.16     |       |
| 9                 | Gabriel Patino       | Peru          | 51.61 | 50.38 | x     |       |       |       | 51.61     |       |

### Lançamento de dardo
1 de outubro
| Posição           | Atleta                 | Nacionalidade | #1    | #2    | #3    | #4    | #5    | #6    | Resultado | Notas |
| ----------------- | ---------------------- | ------------- | ----- | ----- | ----- | ----- | ----- | ----- | --------- | ----- |
| Medalha de ouro   | Luiz Mauricio da Silva | Brasil        | 71.41 | 71.52 | 71.09 | 78.92 | x     | 72.97 | 78.92     |       |
| Medalha de prata  | Antonio Ortiz          | Paraguai      | 64.29 | x     | 70.63 | 65.67 | 66.88 | 73.15 | 73.15     |       |
| Medalha de bronze | Jean Marcos Mairongo   | Equador       | 70.73 | x     | 69.28 | x     | 68.15 | x     | 70.73     |       |
| 4                 | Lautaro Techera        | Uruguai       | 62.97 | 68.07 | 65.35 | 69.96 | 66.38 | 68.47 | 69.96     |       |
| 5                 | Wilian Torres          | Equador       | 65.79 | 60.96 | 66.40 | 66.71 | 59.08 | 66.54 | 66.71     |       |
| 6                 | Guilherme Soares       | Brasil        | 63.05 | 65.14 | 59.90 | 61.39 | 61.67 | 61.00 | 65.14     |       |
| 7                 | Lautaro Amarilla       | Argentina     | 60.38 | x     | 63.65 | 59.34 | 61.75 | x     | 63.65     |       |
| 8                 | Eynar Arancibia        | Bolívia       | 61.28 | 61.32 | x     | 55.33 | x     | x     | 61.32     |       |
| 9                 | Carlos Rospigliosi     | Peru          | 60.42 | x     | 60.25 |       |       |       | 60.42     |       |
| 10                | Lars Flaming           | Paraguai      | 57.46 | 54.52 | x     |       |       |       | 57.46     |       |

### Decatlo
29–30 de setembro
| Pos.              | Atleta          | Nacionalidade | 100 m | SD   | AP    | SA   | 400 m | 110 m C/B | AD    | SV   | LD    | 1500 m  | PG   | Notas |
| ----------------- | --------------- | ------------- | ----- | ---- | ----- | ---- | ----- | --------- | ----- | ---- | ----- | ------- | ---- | ----- |
| Medalha de ouro   | Julio Angulo    | Colômbia      | 11.01 | 6.87 | 12.97 | 1.98 | 49.67 | 14.62w    | 43.12 | 3.70 | 48.20 | 5:05.83 | 7169 |       |
| Medalha de prata  | Henrique Frazão | Brasil        | 11.15 | 6.43 | 11.70 | 1.89 | 49.56 | 15.00w    | 28.83 | 3.80 | 42.61 | 4:33.99 | 6689 |       |
| Medalha de bronze | Damian Moretta  | Argentina     | 11.38 | 6.23 | 11.03 | 1.86 | 48.73 | 14.85w    | 31.25 | 3.80 | 45.93 | 4:33.99 | 6683 |       |
| 4                 | Matheus Pires   | Brasil        | 13.26 | 5.28 | DNS   | –    | –     | –         | –     | –    | –     | –       | DNF  |       |

## Resultado feminino

### 100 metros
Bateria – 29 de setembro
Vento:
Bateria  1: +1.5 m/s, Bateria 2: +1.3 m/s
| Posição | Bateria | Atleta                  | Nacionalidade | Tempo | Notas |
| ------- | ------- | ----------------------- | ------------- | ----- | ----- |
| 1       | 2       | Anahí Suárez            | Equador       | 11.49 | Q     |
| 2       | 2       | Vida Caetano            | Brasil        | 11.70 | Q,    |
| 3       | 2       | María Alejandra Murillo | Colômbia      | 11.83 | Q     |
| 4       | 1       | Martina Coronato        | Uruguai       | 11.84 | Q     |
| 5       | 1       | Lorraine Martins        | Brasil        | 11.89 | Q     |
| 6       | 1       | Shelsy Romero           | Colômbia      | 11.95 | Q     |
| 7       | 1       | Anais Hernández         | Chile         | 11.98 | q     |
| 8       | 1       | Paula Daruich           | Peru          | 11.99 | q     |
| 9       | 2       | Guadalupe Torrez        | Bolívia       | 12.00 |       |
| 10      | 2       | Nicole Chala            | Equador       | 12.01 |       |
| 11      | 1       | Ruth Andrea Baez        | Paraguai      | 12.10 |       |
| 12      | 2       | Araceli Contrera        | Paraguai      | 12.11 |       |
| 13      | 2       | Sofia Casetta           | Argentina     | 12.21 |       |
| 14      | 1       | Marlene Koss            | Argentina     | 12.33 |       |

Final – 29 de setembro
Vento: +0.5 m/s
| Posição           | Raia | Atleta                  | Nacionalidade | Tempo | Notas                |
| ----------------- | ---- | ----------------------- | ------------- | ----- | -------------------- |
| Medalha de ouro   | 5    | Anahí Suárez            | Equador       | 11.37 |                      |
| Medalha de prata  | 6    | Vida Caetano            | Brasil        | 11.55 | Recorde da temporada |
| Medalha de bronze | 4    | Martina Coronato        | Uruguai       | 11.71 |                      |
| 4                 | 8    | María Alejandra Murillo | Colômbia      | 11.76 |                      |
| 5                 | 3    | Lorraine Martins        | Brasil        | 11.76 |                      |
| 6                 | 2    | Anais Hernández         | Chile         | 11.93 |                      |
| 7                 | 1    | Paula Daruich           | Peru          | 11.94 |                      |
| 8                 | 7    | Shelsy Romero           | Colômbia      | 11.98 |                      |

### 200 metros
Bateria – 30 de setembro
Vento:
Bateria 1: -0.1 m/s, Bateria 2: +2.1 m/s
| Posição | Bateria | Atleta                  | Nacionalidade | Tempo | Notas |
| ------- | ------- | ----------------------- | ------------- | ----- | ----- |
| 1       | 1       | Anahí Suárez            | Equador       | 22.81 | Q     |
| 2       | 2       | Orangys Jiménez         | Venezuela     | 23.11 | Q     |
| 3       | 1       | Letícia Lima            | Brasil        | 23.50 | Q     |
| 4       | 1       | Shary Vallecilla        | Colômbia      | 24.26 | Q     |
| 5       | 1       | Guadalupe Torrez        | Bolívia       | 24.49 | q     |
| 6       | 2       | María Ignacia Aspillaga | Chile         | 24.87 | Q     |
| 7       | 1       | Araceli Contrera        | Paraguai      | 24.90 | q     |
| 7       | 2       | Ruth Andrea Baez        | Paraguai      | 24.90 | Q     |
| 9       | 2       | Nicole Chala            | Equador       | 25.11 |       |
| 10      | 2       | Camila Roffo            | Argentina     | 25.15 |       |
| 11      | 1       | Selene Luciani          | Argentina     | 25.18 |       |
| 12      | 2       | Laura Martínez          | Colômbia      | 26.07 |       |
| 99      | 1       | Martina Coronato        | Uruguai       | DNS   |       |

Final – 1 de outubro
Vento: +1.2 m/s
| Posição           | Raia | Atleta                  | Nacionalidade | Tempo | Notas |
| ----------------- | ---- | ----------------------- | ------------- | ----- | ----- |
| Medalha de ouro   | 4    | Anahí Suárez            | Equador       | 23.09 |       |
| Medalha de prata  | 3    | Orangys Jiménez         | Venezuela     | 23.27 |       |
| Medalha de bronze | 5    | Letícia Lima            | Brasil        | 23.56 |       |
| 4                 | 8    | Shary Vallecilla        | Colômbia      | 23.94 |       |
| 5                 | 1    | Guadalupe Torrez        | Bolívia       | 24.73 |       |
| 6                 | 6    | María Ignacia Aspillaga | Chile         | 24.86 |       |
| 7                 | 7    | Ruth Andrea Baez        | Paraguai      | 25.00 |       |
| 8                 | 2    | Araceli Contrera        | Paraguai      | DNS   |       |

### 400 metros
30 de setembro
| Posição           | Raia | Atleta                 | Nacionalidade | Tempo | Notas |
| ----------------- | ---- | ---------------------- | ------------- | ----- | ----- |
| Medalha de ouro   | 4    | Nicole Caicedo         | Equador       | 53.91 |       |
| Medalha de prata  | 3    | Maria Victoria de Sena | Brasil        | 54.11 |       |
| Medalha de bronze | 5    | Giovana dos Santos     | Brasil        | 54.67 |       |
| 4                 | 6    | Ibeyis Romero          | Venezuela     | 56.60 |       |
| 5                 | 1    | Evelin Mercado         | Equador       | 56.62 |       |
| 6                 | 7    | Sofia Ibarra           | Argentina     | 57.13 |       |
| 7                 | 8    | Agustina Salazar       | Argentina     | 57.99 |       |
| 8                 | 2    | Araceli Martínez       | Paraguai      | 59.16 |       |

### 800 metros
29 de setembro
| Posição           | Atleta              | Nacionalidade | Tempo   | Notas |
| ----------------- | ------------------- | ------------- | ------- | ----- |
| Medalha de ouro   | Berdine Castillo    | Chile         | 2:09.61 |       |
| Medalha de prata  | Isabelle de Almeida | Brasil        | 2:10.02 |       |
| Medalha de bronze | Lindsey Lopes       | Brasil        | 2:10.31 |       |
| 4                 | Andrea Jara         | Chile         | 2:11.15 |       |
| 5                 | Araceli Martínez    | Paraguai      | 2:15.20 |       |
| 6                 | Nazarena Filpo      | Uruguai       | 2:19.59 |       |

### 1.500 metros
30 de setembro
| Posição           | Atleta              | Nacionalidade | Tempo   | Notas   |
| ----------------- | ------------------- | ------------- | ------- | ------- |
| Medalha de ouro   | Shellcy Sarmiento   | Colômbia      | 4:48.76 |         |
| Medalha de prata  | Stefany López       | Colômbia      | 4:49.71 |         |
| Medalha de bronze | Mirelle da Silva    | Brasil        | 4:49.99 |         |
| 4                 | Andrea Jara         | Chile         | 4:50.02 |         |
| 9                 | Isabelle de Almeida | Brasil        | DQ      | R17.2.2 |

### 5.000 metros
29 de setembro
| Posição           | Atleta                  | Nacionalidade | Tempo    | Notas |
| ----------------- | ----------------------- | ------------- | -------- | ----- |
| Medalha de ouro   | Maria Lucineida Moreira | Brasil        | 16:45.90 |       |
| Medalha de prata  | Shellcy Sarmiento       | Colômbia      | 16:57.78 |       |
| Medalha de bronze | Nubia Silva             | Brasil        | 16:58.74 |       |
| 4                 | Veronica Huacasi        | Peru          | 17:02.52 |       |

### 10.000 metros
30 de setembro
| Posição           | Atleta                  | Nacionalidade | Tempo    | Notas                 |
| ----------------- | ----------------------- | ------------- | -------- | --------------------- |
| Medalha de ouro   | Sofia Mamani            | Peru          | 34:28.33 | Recorde do campeonato |
| Medalha de prata  | Maria Lucineida Moreira | Brasil        | 34:45.29 |                       |
| Medalha de bronze | Nubia Silva             | Brasil        | 35:19.76 |                       |
| 4                 | Liz Chaparro            | Paraguai      | 38:04.84 |                       |

### 100 metros barreiras
1 de outubro
Vento: +1.8 m/s
| Posição           | Raia | Atleta            | Nacionalidade | Tempo | Notas           |
| ----------------- | ---- | ----------------- | ------------- | ----- | --------------- |
| Medalha de ouro   | 6    | Lays Silva        | Brasil        | 13.57 | Recorde pessoal |
| Medalha de prata  | 5    | Valentina Polanco | Argentina     | 13.75 |                 |
| Medalha de bronze | 3    | Elisa Keitel      | Chile         | 13.86 |                 |
| 4                 | 8    | Aimara Nazareno   | Equador       | 14.12 |                 |
| 5                 | 7    | Rossmary Paredes  | Paraguai      | 14.74 |                 |
| 9                 | 4    | Ana Luisa Ferraz  | Brasil        | DSQ   | R16.8           |

### 400 metros barreiras
29 de setembro
| Posição           | Raia | Atleta              | Nacionalidade | Tempo   | Notas |
| ----------------- | ---- | ------------------- | ------------- | ------- | ----- |
| Medalha de ouro   | 3    | Chayenne da Silva   | Brasil        | 57.51   |       |
| Medalha de prata  | 4    | Valeria Cabezas     | Colômbia      | 58.12   |       |
| Medalha de bronze | 6    | Camille de Oliveira | Brasil        | 1:00.09 |       |
| 4                 | 1    | Lucía Sotomayor     | Bolívia       | 1:01.63 |       |
| 5                 | 8    | Paula Mayorga       | Peru          | 1:02.28 |       |
| 6                 | 7    | Génesis Gutiérrez   | Venezuela     | 1:02.39 |       |
| 7                 | 5    | Tania Guasace       | Bolívia       | 1:04.06 |       |
| 8                 | 2    | María Paz Ramírez   | Paraguai      | 1:06.02 |       |

### 3.000 metros com obstáculos
29 de setembro
| Posição           | Atleta           | Nacionalidade | Tempo    | Notas |
| ----------------- | ---------------- | ------------- | -------- | ----- |
| Medalha de ouro   | Mirelle da Silva | Brasil        | 10:32.79 |       |
| Medalha de prata  | Stefany López    | Colômbia      | 10:46.78 |       |
| Medalha de bronze | Veronica Huacasi | Peru          | 10:56.73 |       |
| 4                 | Shalom Lezcano   | Argentina     | 11:48.89 |       |

### Revezamento 4x100 m
30 de setembro
| Posição           | Raia | Nacionalidade | Atletas                                                                  | Tempo | Notas |
| ----------------- | ---- | ------------- | ------------------------------------------------------------------------ | ----- | ----- |
| Medalha de ouro   | 6    | Equador       | Aimara Nazareno, Anahí Suárez, Nicole Caicedo, Nicole Chala              | 44.50 |       |
| Medalha de prata  | 5    | Brasil        | Sabrina Costa, Letícia Lima, Vida Caetano, Vanessa dos Santos            | 44.57 |       |
| Medalha de bronze | 4    | Colômbia      | Shelsy Romero, Marleth Ospino, Shary Vallecilla, María Alejandra Murillo | 44.74 |       |
| 4                 | 8    | Chile         | Rocío Muñoz, Anais Hernández, María Ignacia Aspillaga, Elisa Keitel      | 45.85 |       |
| 5                 | 7    | Argentina     | Sofia Casetta, Selene Luciani, Marlene Koss, Valentina Polanco           | 46.39 |       |
| 6                 | 3    | Paraguai      | Miriam Ramos, Rossmary Paredes, Ruth Andrea Baez, Araceli Contrera       | 47.92 |       |

### Revezamento 4x400 m
1 de outubro
| Posição           | Raia | Nacionalidade | Atletas                                                                           | Tempo   | Notas |
| ----------------- | ---- | ------------- | --------------------------------------------------------------------------------- | ------- | ----- |
| Medalha de ouro   | 3    | Brasil        | Leticia de Oliveira, Erica Cavalheiro, Giovana dos Santos, Maria Victoria de Sena | 3:37.79 |       |
| Medalha de prata  | 4    | Equador       | Nicole Chala, Evelin Mercado, Aimara Nazareno, Nicole Caicedo                     | 3:47.12 |       |
| Medalha de bronze | 5    | Chile         | Rocío Muñoz, Andrea Jara, Anais Hernández, Berdine Castillo                       | 3:47.64 |       |
| 4                 | 6    | Argentina     | Sofia Ibarra, Selene Luciani, Camila Roffo, Agustina Salazar                      | 3:49.15 |       |

### 20 km marcha atlética
30 de setembro
| Posição           | Atleta             | Nacionalidade | Tempo   | Notas |
| ----------------- | ------------------ | ------------- | ------- | ----- |
| Medalha de ouro   | Paula Torres       | Equador       | 1:34:52 |       |
| Medalha de prata  | Laura Chalarca     | Colômbia      | 1:39:17 |       |
| Medalha de bronze | Mayra Karen Quispe | Bolívia       | 1:40:05 |       |
| 4                 | Bruna de Oliveira  | Brasil        | 1:47:27 |       |
| 9                 | Emily Villafuerte  | Peru          | DNF     |       |

### Salto em altura
1 de outubro
| Posição           | Atleta                 | Nacionalidade | 1.55 | 1.60 | 1.63 | 1.66 | 1.69 | 1.72 | 1.74 | 1.76 | 1.78 | Resultado | Notas |
| ----------------- | ---------------------- | ------------- | ---- | ---- | ---- | ---- | ---- | ---- | ---- | ---- | ---- | --------- | ----- |
| Medalha de ouro   | Arielly Rodrigues      | Brasil        | –    | –    | –    | o    | o    | o    | xo   | xo   | xxx  | 1.76      |       |
| Medalha de prata  | Gabriela de Sá         | Brasil        | –    | –    | –    | o    | o    | o    | o    | xxo  | xxx  | 1.76      |       |
| Medalha de bronze | Antonia Merino         | Chile         | –    | –    | –    | o    | o    | o    | xo   | xxx  |      | 1.74      |       |
| 4                 | Olivia García-Huidobro | Chile         | –    | –    | o    | o    | xo   | o    | xxx  |      |      | 1.72      |       |
| 5                 | Katherine Desiderio    | Equador       | o    | o    | xo   | o    | xxx  |      |      |      |      |           |       |
| 9                 | Silvina Gil            | Uruguai       | xxx  |      |      |      |      |      |      |      |      | NM        |       |

### Salto com vara
1 de outubro
| Posição           | Atleta            | Nacionalidade | 3.15 | 3.30 | 3.40 | 3.50 | 3.60 | 3.70 | 3.75 | 3.80 | 3.85 | 3.90 | 3.95 | 4.00 | 4.05 | 4.11 | 4.16 | Resultado | Notas |
| ----------------- | ----------------- | ------------- | ---- | ---- | ---- | ---- | ---- | ---- | ---- | ---- | ---- | ---- | ---- | ---- | ---- | ---- | ---- | --------- | ----- |
| Medalha de ouro   | Sophia Salvi      | Brasil        | –    | –    | –    | –    | o    | –    | o    | –    | xxo  | –    | xo   | –    | o    | xxo  | xxx  | 4.11      |       |
| Medalha de prata  | Carolina Scarponi | Argentina     | –    | o    | –    | o    | xo   | o    | –    | xo   | –    | xxo  | o    | xxx  |      |      |      | 3.95      |       |
| Medalha de bronze | Luna Nazarit      | Colômbia      | –    | –    | –    | –    | xo   | xo   | –    | xo   | –    | o    | xxx  |      |      |      |      | 3.90      |       |
| 4                 | Javiera Moraga    | Chile         | –    | –    | o    | –    | o    | xo   | xxx  |      |      |      |      |      |      |      |      | 3.70      |       |
| 9                 | Tatiana Bedoya    | Colômbia      | –    | –    | xxx  |      |      |      |      |      |      |      |      |      |      |      |      | NM        |       |
| 9                 | Luana de Moura    | Brasil        | xr   |      |      |      |      |      |      |      |      |      |      |      |      |      |      | NM        |       |

### Salto em comprimento
29 de setembro
| Posição           | Atleta             | Nacionalidade | #1   | #2   | #3   | #4   | #5   | #6   | Resultado | Notas |
| ----------------- | ------------------ | ------------- | ---- | ---- | ---- | ---- | ---- | ---- | --------- | ----- |
| Medalha de ouro   | Rocío Muñoz        | Chile         | 6.32 | 6.21 | x    | 6.24 | 6.12 | 6.21 | 6.32      |       |
| Medalha de prata  | Lissandra Campos   | Brasil        | 5.93 | x    | x    | 5.92 | 6.08 | 6.31 | 6.31      |       |
| Medalha de bronze | Vanessa dos Santos | Brasil        | x    | 6.15 | 6.02 | 5.83 | 5.89 | x    | 6.15      |       |
| 4                 | Ana Paula Argüello | Paraguai      | 5.72 | x    | 5.86 | 6.05 | 5.84 | x    | 6.05      |       |
| 5                 | Rossmary Paredes   | Paraguai      | 5.35 | 5.34 | 5.11 | 5.06 | x    | 5.16 | 5.35      |       |

### Salto triplo
1 de outubro
| Posição           | Atleta              | Nacionalidade | #1    | #2    | #3    | #4    | #5    | #6    | Resultado | Notas |
| ----------------- | ------------------- | ------------- | ----- | ----- | ----- | ----- | ----- | ----- | --------- | ----- |
| Medalha de ouro   | Valery Arce         | Colômbia      | 12.52 | 12.34 | 12.69 | x     | 12.62 | 12.95 | 12.95     |       |
| Medalha de prata  | Ana Paula Argüello  | Paraguai      | 12.38 | 12.75 | 12.59 | 12.44 | 12.63 | 12.69 | 12.75     |       |
| Medalha de bronze | Whaylla de Oliveira | Brasil        | 12.53 | 12.70 | 12.62 | –     | 12.44 | 12.50 | 12.70     |       |
| 4                 | Mariana Muller      | Brasil        | x     | x     | x     | 11.23 | x     | 12.63 | 12.63     |       |
| 5                 | Luciana Gennari     | Argentina     | 11.72 | x     | 11.53 | 11.69 | 11.78 | 12.03 | 12.03     |       |

### Arremesso de peso
29 de setembro
| Posição           | Atleta           | Nacionalidade | #1    | #2    | #3    | #4    | #5    | #6    | Resultado | Notas |
| ----------------- | ---------------- | ------------- | ----- | ----- | ----- | ----- | ----- | ----- | --------- | ----- |
| Medalha de ouro   | Rafaela de Sousa | Brasil        | 14.74 | x     | 15.87 | 15.08 | 15.29 | 14.56 | 15.87     |       |
| Medalha de prata  | Lorna Zurita     | Equador       | 14.71 | 15.59 | 13.88 | x     | 14.79 | 14.72 | 15.59     |       |
| Medalha de bronze | Taniele da Silva | Brasil        | x     | 11.88 | x     | 13.58 | 13.92 | 13.52 | 13.92     |       |
| 4                 | Fedra Florentin  | Paraguai      | x     | 13.28 | 13.26 | x     | 13.78 | x     | 13.78     |       |

### Lançamento de disco
30 de setembro
| Posição           | Atleta             | Nacionalidade | #1    | #2    | #3    | #4    | #5    | #6    | Resultado | Notas |
| ----------------- | ------------------ | ------------- | ----- | ----- | ----- | ----- | ----- | ----- | --------- | ----- |
| Medalha de ouro   | Marya Botega Netto | Brasil        | 47.06 | x     | 46.43 | 47.59 | 47.04 | 45.27 | 47.59     |       |
| Medalha de prata  | Valentina Ulloa    | Chile         | 36.33 | 47.20 | 41.95 | x     | 41.28 | 46.06 | 47.20     |       |
| Medalha de bronze | Yasmin Piske       | Brasil        | x     | 45.05 | x     | x     | 46.39 | 46.07 | 46.39     |       |

### Lançamento de martelo
30 de setembro
| Posição           | Atleta                   | Nacionalidade | #1    | #2    | #3    | #4    | #5    | #6    | Resultado | Notas |
| ----------------- | ------------------------ | ------------- | ----- | ----- | ----- | ----- | ----- | ----- | --------- | ----- |
| Medalha de ouro   | Ximena Zorrilla          | Peru          | 56.72 | 63.71 | 55.37 | 61.34 | 60.55 | 58.12 | 63.71     |       |
| Medalha de prata  | Nereida Santacruz        | Equador       | 59.14 | 60.10 | x     | 61.45 | x     | x     | 61.45     |       |
| Medalha de bronze | Tânia da Silva           | Brasil        | 55.80 | x     | 56.90 | 56.96 | 57.44 | 55.95 | 57.44     |       |
| 4                 | Beatriz Moreira          | Brasil        | 53.97 | 55.62 | 51.58 | x     | 54.99 | x     | 55.62     |       |
| 5                 | Caterina Massera         | Argentina     | 54.77 | 51.98 | x     | x     | x     | 52.47 | 54.77     |       |
| 6                 | María del Pilar Piccardo | Paraguai      | 50.27 | 50.12 | 51.37 | 50.49 | 50.54 | 50.36 | 51.37     |       |
| 7                 | Katerine Tantalean       | Peru          | 46.13 | 46.21 | 45.60 | 44.23 | x     | x     | 46.21     |       |

### Lançamento de dardo
1 de outubro
| Posição           | Atleta             | Nacionalidade | #1    | #2    | #3    | #4    | #5    | #6    | Resultado | Notas                 |
| ----------------- | ------------------ | ------------- | ----- | ----- | ----- | ----- | ----- | ----- | --------- | --------------------- |
| Medalha de ouro   | Juleisy Angulo     | Equador       | 57.14 | 55.41 | –     | 57.89 | –     | 58.83 | 58.83     | Recorde do campeonato |
| Medalha de prata  | Valentina Barrios  | Colômbia      | 50.86 | 50.77 | 54.65 | 56.04 | 55.22 | 57.31 | 57.31     |                       |
| Medalha de bronze | Yiset Jiménez      | Colômbia      | 54.14 | 53.35 | x     | 50.93 | 53.83 | x     | 54.14     |                       |
| 4                 | Stefany da Silva   | Brasil        | 53.60 | 44.24 | 53.13 | –     | –     | 48.73 | 53.60     |                       |
| 5                 | Manuela Rotundo    | Uruguai       | 53.26 | 51.74 | x     | x     | x     | 50.51 | 53.26     |                       |
| 6                 | Agustina Moraga    | Argentina     | 48.52 | 46.01 | 45.79 | 48.29 | 45.12 | 47.15 | 48.52     |                       |
| 7                 | Bruna de Jesus     | Brasil        | x     | x     | 43.84 | 42.25 | 46.07 | 48.10 | 48.10     |                       |
| 8                 | Fiorella Veloso    | Paraguai      | 42.91 | 44.18 | 43.93 | x     | 44.85 | 41.31 | 44.85     |                       |
| 9                 | Ariana Ramírez     | Peru          | 37.71 | 36.99 | 36.74 |       |       |       | 37.71     |                       |
| 10                | María José Cáceres | Paraguai      | 35.22 | x     | x     |       |       |       | 35.22     |                       |

### Heptatlo
29–30 de setembro
| Colocação        | Atleta           | Nacionalidade | 100 m C/B | SA   | AP    | 200 m | SD    | LD    | 800 m | Total | Notas |
| ---------------- | ---------------- | ------------- | --------- | ---- | ----- | ----- | ----- | ----- | ----- | ----- | ----- |
| Medalha de ouro  | Paloma Cardoso   | Brasil        | 15.52     | 1.70 | 10.83 | 28.11 | 5.53  | 38.65 | DNF   | 4185  |       |
| Medalha de prata | Stefany da Silva | Brasil        | 14.53     | 1.25 | 12.17 | DNF   | 4.29w | 34.12 | DNF   | 2867  |       |

## Misto

### Revezamento 4x400 m
1 de outubro
| Posição           | Raia | Nacionalidade | Atletas                                                                | Tempo   | Notas  |
| ----------------- | ---- | ------------- | ---------------------------------------------------------------------- | ------- | ------ |
| Medalha de ouro   | 4    | Equador       | Steeven Salas, Evelin Mercado, Alan Minda, Nicole Caicedo              | 3:23.28 | CR     |
| Medalha de prata  | 3    | Argentina     | Agustín Pinti, Camila Roffo, Bruno de Genaro, Agustina Salazar         | 3:31.97 |        |
| Medalha de bronze | 6    | Venezuela     | Allan Cortesia, Génesis Gutiérrez, José Chourio, Ibeyis Romero         | 3:41.57 |        |
| 8                 | 8    | Brasil        | Marcos Morães, Letícia de Oliveira, Elias dos Santos, Erica Cavalheiro | DSQ     | R24.19 |
| 8                 | 5    | Paraguai      | Albaro Ramírez, María Paz Ramírez, Osvaldo Mendez, Araceli Martínez    | DSQ     | R16.8  |
| 9                 | 7    | Colômbia      | Neiker Abello, María Alejandra Murillo, Óscar Baltán, Valeria Cabezas  | DNF     |        |

Legenda
| Recorde mundial       | Recorde mundial (World record)               |                       | Recorde africano                      | Recorde africano (African) |                                           | Q | Classificado por posição (Qualified) |
| Recorde do campeonato | Recorde do campeonato (Championship record)  | Recorde da América    | Recorde da América (Americas)         | q                          | Classificado por melhor tempo (Qualified) |   |                                      |
| Melhor marca do ano   | Melhor marca do ano (World leading)          | Recorde asiático      | Recorde asiático (Asian)              | DNS                        | Não largou (Did not start)                |   |                                      |
| Recorde nacional      | Recorde nacional (National record)           | Recorde europeu       | Recorde europeu (European)            | DNF                        | Não terminou (Did not finish)             |   |                                      |
| Recorde pessoal       | Recorde pessoal do atleta (Personal best)    | Recorde da Oceania    | Recorde da Oceania (Oceania)          | DSQ / DQ                   | Desclassificado (Disqualified)            |   |                                      |
| Recorde da temporada  | Recorde da temporada do atleta (Season best) | Recorde sul-americano | Recorde sul-americano (South America) | NM                         | Sem marca (No mark)                       |   |                                      |